# Sabaya
Sabaya es una localidad y municipio rural de Bolivia, capital de la Provincia de Sabaya del Departamento de Oruro, cerca a la frontera con Chile.
El municipio está conformado por comunidades rurales, entre las cuales se destacan: Sabaya, Sacabaya, San Antonio de Pitacollo, Coipasa, Casinquira, Julo, Negrillos, Villa Vitalina, Parajaya, Pacariza, Bella Vista, Miraflores, Uncalliri, Pisiga Bolívar-Sucre, Quea Queani, Pagador, Tunupa, Cruz de Huayllas, Cahuana, Villa Rosario, Alaroco, Chulumani, Japón, Tunari.
Sabaya fue designada como capital de provincia por ley de 26 de diciembre de 1959, durante la presidencia de Hernán Siles Suazo.

## Geografía
La topografía del municipio de Sabaya está conformada por altiplanicies y serranías, con suelos de alta concentración de cenizas volcánicas y presencia de bofedales favorables para la crianza de camélidos. El río más importante es el río Sabaya, de curso permanente.
La elevación más importante es el cerro Tata Sabaya de la cordillera del mismo nombre, con una altitud máxima de 5.385 m s. n. m. La altitud mínima es de 3.810 m s. n. m. en el Río Lauca y Desaguadero y la altitud referencial es de 3.925 m s. n. m. en la Iglesia Nuestra Señora de Candelaria.
Cuenta con un clima frío con una temperatura media de 8 °C, con una temperatura máxima de 19 °C en el mes de noviembre y una mínima de – 15 °C en el mes de junio.

## Demografía
De acuerdo con el censo boliviano de 2024, la población del municipio de Sabaya es de 15 387 habitantes.
La población del municipio aumentó más de siete veces entre 1992 y 2024:
| Año  | Habitantes (municipio) | Fuente |
| ---- | ---------------------- | ------ |
| 1992 | 2.074                  | Censo  |
| 2001 | 4.684                  | Censo  |
| 2012 | 8.018                  | Censo  |
| 2024 | 15.387                 | Censo  |

## Economía
La principal actividad económica de Sabaya es el comercio, por su cercanía a la frontera con Chile, lo que determina la presencia de una población de carácter temporal, de lo cual los pobladores obtienen ingresos adicionales provenientes de la venta de alimentos, alojamiento y servicios mecánicos a los transportistas.
La actividad pecuaria, por su parte, especialmente la referida a la crianza de camélidos, constituye otra actividad que genera importantes ingresos para la población por la venta de productos, subproductos y ganado en pie. La explotación de sal en el salar de Coipasa constituye otra actividad importante para los pobladores del municipio.

## Atractivos turísticos
En el municipio se encuentra la Iglesia de Nuestra Señora de Sabaya, considerada una de las obra más importantes de barroco mestizo en la región. 

En la zona se conservan conjuntos de chullpares, algunos de ellos ubicados en lugares de difícil acceso, y otras ruinas y sitios arqueológicos.